# Abu Sa'id (Timuride)

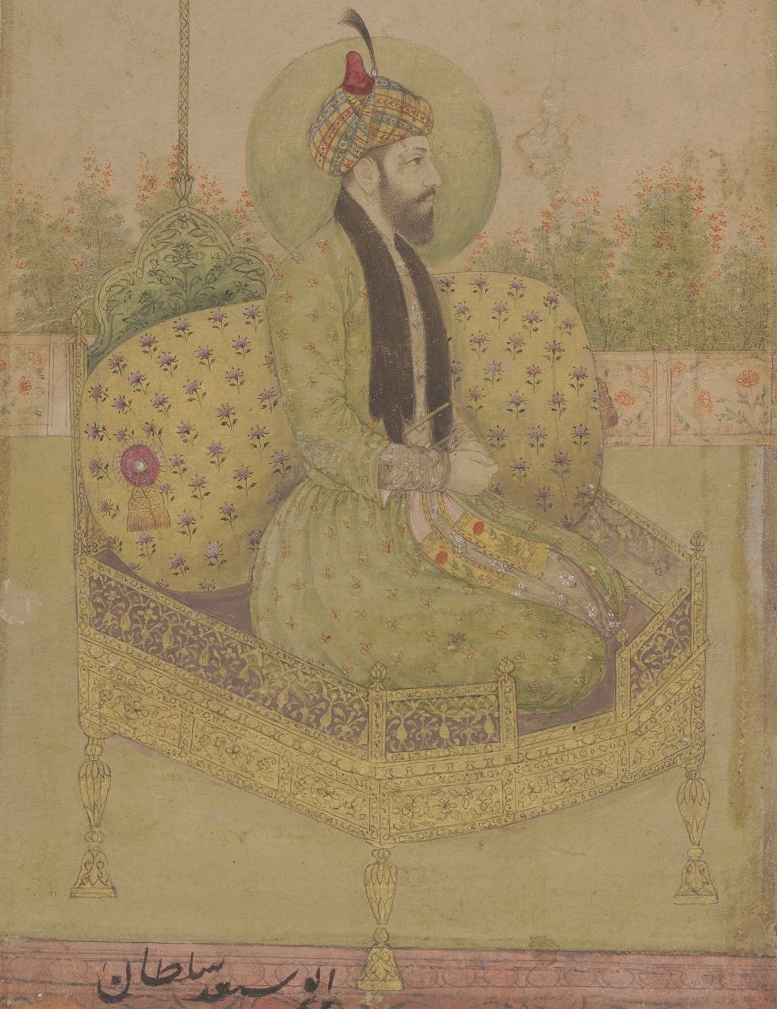
Bild von Abu Sa'id, aus dem 18. Jh.

Abu Sa'id (auch Abu Sa'id ibn Muhammad ibn Miran Schah, * um 1424; † 8. Februar 1469) war ein timuridischer Herrscher, der von 1451 bis 1469 in Transoxanien regierte.
Nach der Ermordung des timuridischen Herrschers Abd al-Latifs im Mai 1450 kämpften mehrere Thronanwärter gegeneinander. In Buchara wurde Abu Sa'id zum Herrscher ausgerufen und konnte sich mit Hilfe des usbekischen Herrschers Abu'l-Chair gegen seinen ebenfalls timuridischen Rivalen Abdallah in Transoxanien durchsetzen. In Herat setzte sich Abu l-Qasim Babur ibn Baisonqur ibn Schah Ruch (reg. 1447 bis 1457) fest, nachdem er seinen Bruder Muhammad besiegt hatte. Beide hatten noch mit anderen Rivalen zu rechnen, sodass sie sich nach einem Vorstoß auf Balch und einem Gegenangriff auf Samarqand 1454 auf eine gemeinsame Grenze am Amudarja einigten.
Ebenso waren die regelmäßigen Angriffe des Usbeken-Khans Abu'l-Chair unerfreulich, insbesondere als dieser 1454/55 einen rebellierenden Prinzen namens Uwais unterstützte.
Nach dem Tod Abu l-Qasim Baburs 1457 kam es zu Wirren, die Dschahan Schah, Fürst der turkmenischen Qara Qoyunlu, nutzte, um im Juni 1458 Herat zu besetzen, bis ihn eine Revolte zur Umkehr zwang. Abu Said konnte im darauffolgenden Jahr diese Stadt erobern und verlagerte seinen Regierungssitz dorthin. Er empfing alsbald Gesandtschaften der Turkmenen. Der Ausgleich mit Dschahan Schah erlaubte es ihm, gegen andere Timuridenprinzen vorzugehen, von denen er einige ausschalten konnte. Husain ibn Mansur ibn Baiqara, ein in Choresm lebender Urenkel Umar Schaichs, widersetzte sich allerdings und belagerte 1461 Herat, als Abu Sa'id gerade in Transoxanien weilte.
Die Herrschaft Abu Sa'ids wird wohlwollend bewertet, da er sich verhältnismäßig lange Zeit zu behaupten vermochte. Er stand den Derwischen nahe, insbesondere Ubaidullah Ahrar (gest. 1490), welcher sein wichtigster Berater wurde und ihn unter anderem zur Abschaffung der Handels- und Gewerbesteuer bewog. Sein Wesir Qutb ad-Din Simnani bemühte sich um die Landwirtschaft, doch wurde dieses Interesse wohl erst durch bäuerliche Rebellionen ausgelöst. Abu Sa'ids Hauptstütze war ein Turkmenenstamm, aber er band Menschen unterschiedlicher Herkunft an sich, indem er (nicht erbliche) Lehen in großer Zahl vergab.
Im Frühjahr 1468 zog er nach Aserbaidschan, nachdem Dschahan Schah bei einer Auseinandersetzung mit den turkmenischen Aq Qoyunlu unter Uzun Hasan ums Leben gekommen war. Abu Sa'id fand Verbündete unter den Turkmenenfürsten, aber der Feldzug erfolgte zu ungestüm: Sein Heer wurde in einem harten Winter von den Versorgungslinien abgeschnitten und in der Mugansteppe von den Turkmenen geschlagen. Abu Sa'id wurde gefangenen genommen, einem gegnerischen Timuridenprinzen (Yädgär Muhammad, ein Urenkel von Schah Ruch) ausgeliefert und im Februar 1469 hingerichtet.